# Ocupação japonesa das Filipinas

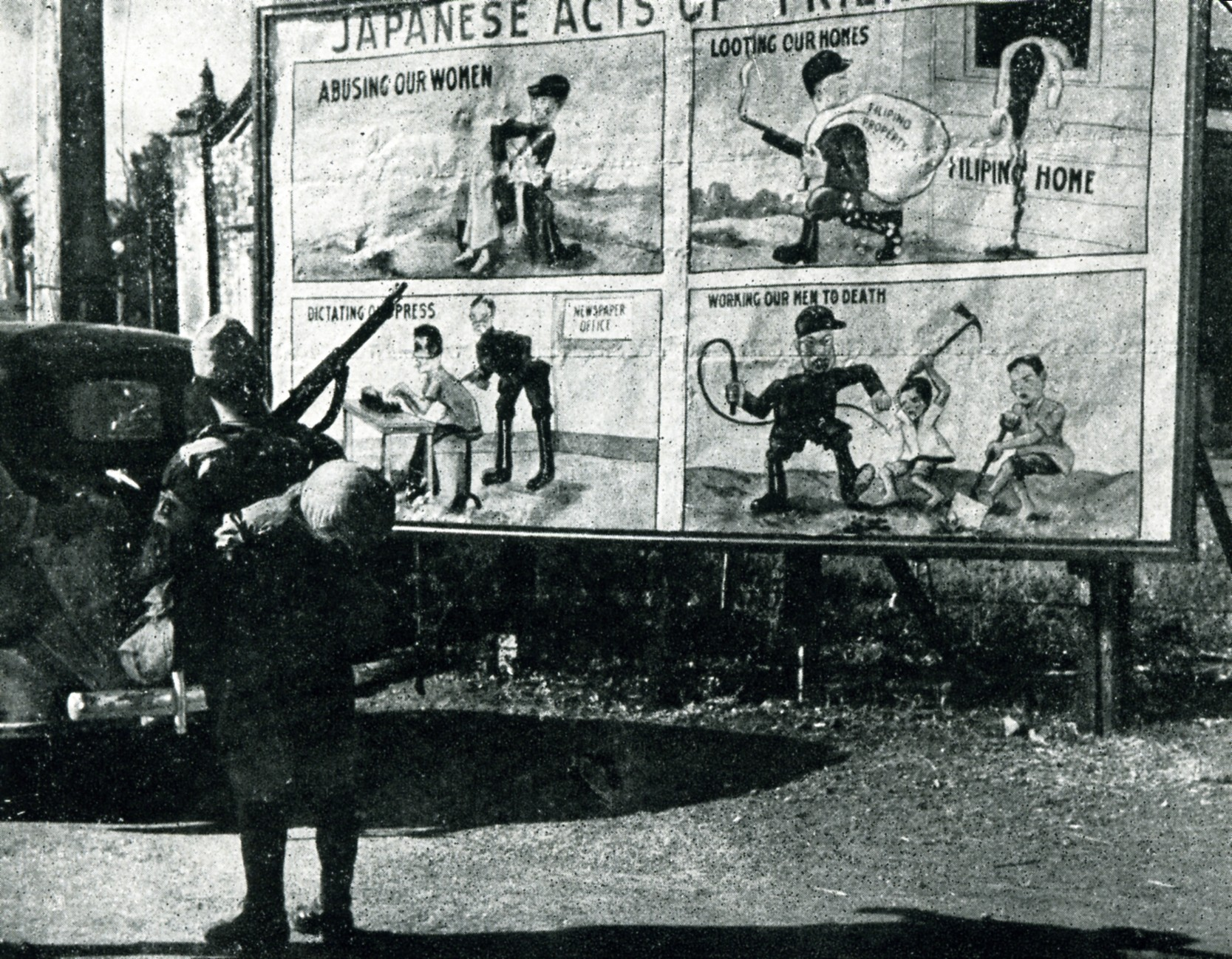
Um soldado japonês observando um poster de propaganda americano nas Filipinas.

A ocupação japonesa das Filipinas foi o período na história das Filipinas entre 1942 e 1945, quando o Império do Japão ocupou as Filipinas (anteriormente sob controle dos Estados Unidos) durante a Segunda Guerra Mundial.
A invasão das Filipinas começou em 8 de dezembro de 1941, dez horas após o ataque a Pearl Harbor. Como em Pearl Harbor, os aviões norte-americanos foram gravemente danificados no ataque inicial japonês. Na falta de cobertura aérea, a frota estadunidense asiática, nas Filipinas, retirou-se para Java em 12 de dezembro de 1941. O General Douglas MacArthur escapou de Corregidor, na noite de 11 de março de 1942 para a Austrália, 4 000 km de distância. Os 76 mil defensores norte-americanos e filipinos famintos e doentes em Bataan renderam-se em 9 de abril de 1942, e foram forçados a suportar a infame Marcha da Morte de Bataan em que morreram ou foram assassinados entre 7-10 000 pessoas. Os 13 000 sobreviventes em Corregidor renderam-se em 6 de maio.
Por mais de três anos, até o dia da rendição do Japão, as Filipinas sofreram gravemente sob ocupação militar. O General MacArthur reformou sua promessa de voltar para as Filipinas em 20 de outubro de 1944. O desembarque na ilha de Leyte foi realizado por uma força de 700 navios e 174 000 homens. Até dezembro de 1944, as ilhas de Leyte e Mindoro observaram a saída dos soldados japoneses. Estima-se que entre 500 mil e 1 milhão de filipinos morreram nos três anos de ocupação japonesa.

## A invasão
O Japão lançou um ataque sobre as Filipinas em 8 de dezembro de 1941, apenas dez horas após o ataque a Pearl Harbor. O bombardeio inicial foi seguido por desembarques de tropas terrestres ao norte e ao sul de Manila. Os defensores filipinos e as tropas dos Estados Unidos estavam sob o comando do general Douglas MacArthur, que tinha sido chamado para o serviço ativo no Exército dos Estados Unidos no início do ano e foi designado como comandante da Forças Armadas dos Estados Unidos na região da Ásia-Pacífico. As aeronaves sob seu comando foram destruídas, as forças navais foram ordenados a sair, e por causa das circunstâncias na região do Pacífico, o reforço e ressuprimento de suas forças por terra era impossível. Sob a pressão da superioridade numérica, as forças de defesa se retiraram para a península de Bataan e para a ilha de Corregidor, na entrada da baía de Manila. Manila, declarou-se uma cidade aberta para evitar a sua destruição, foi ocupada pelos japoneses em 2 de janeiro de 1942. 
A defesa das Filipinas continuaram até a rendição final das forças dos Estados Unidos-Filipinas, na península de Bataan em abril de 1942 e em Corregidor, em maio. A maioria dos 80 mil prisioneiros de guerra capturados pelos japoneses em Bataan foram obrigados a empreender a infame "Marcha da Morte de Bataan" a um campo de prisioneiros a 105 quilômetros ao norte. Estima-se que mais de 10 000 homens, enfraquecidos pela doença e desnutrição e maltratado por seus captores, morreram antes de chegar a seu destino. Manuel Quezon e Sergio Osmeña tinham acompanhado as tropas de Corregidor e depois partiram para os Estados Unidos, onde estabeleceram um governo no exílio. MacArthur foi ordenado a Austrália, onde começou a fazer planos para um retorno às Filipinas.

## Ocupação
As autoridades militares japonesas imediatamente começaram a organizar uma estrutura do novo governo nas Filipinas. Embora os japoneses haviam prometido a independência para as ilhas após a ocupação, que inicialmente organizaram um Conselho de Estado, através do qual dirigiram assuntos civis, até outubro de 1943, quando declararam as Filipinas uma república independente. A maioria da elite filipina, com poucas e notáveis exceções, serviu sob os japoneses. A colaboração dos filipinos as instituições políticas patrocinadas pelos japoneses, que mais tarde se tornou um grande problema de política interna, foi motivado por várias considerações. Entre eles estava o esforço para proteger a população contra a dureza do governo japonês (um esforço que o próprio Quezon tinha defendido), a proteção dos interesses pessoais e familiares, e uma crença de que o nacionalismo filipino seria avançado pela solidariedade com os colegas asiáticos. Muitos colaboraram para passar informações para os Aliados. A república patrocinada pelos japoneses chefiada pelo presidente José P. Laurel provou ser impopular.

## Fim da ocupação

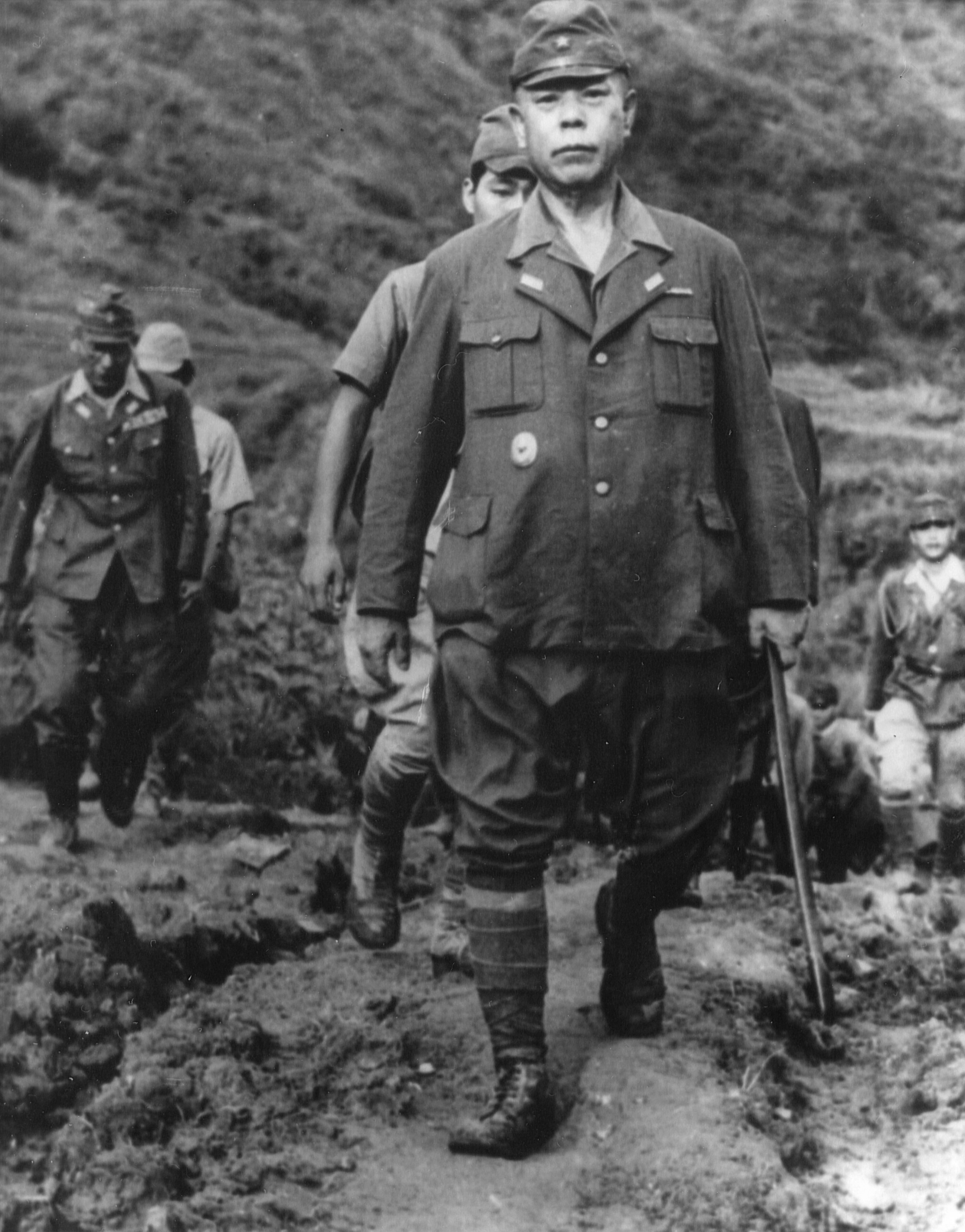
General Yamashita e soldados japoneses se rendendo, após longos anos da guerra.

As forças aliadas sob MacArthur desembarcaram na ilha de Leyte em 20 de outubro de 1944, acompanhadas por Osmeña, que sucedera à presidência da república após a morte de Quezon em 1 de agosto de 1944. Os desembarques seguiram na ilha de Mindoro e ao redor do Golfo de Lingayen no lado oeste de Luzon, e o impulso na direção de Manila foi iniciado. O Commonwealth das Filipinas, foi restaurado. O combate foi acirrado, principalmente nas montanhas do norte de Luzon, onde as tropas japonesas retiraram-se, e em Manila, onde eles colocaram uma resistência de última hora. As tropas da Commonwealth das Filipinas e as unidades de combate de guerrilha reconhecidas levantaram-se em toda parte para a ofensiva final. Os combates continuaram até a rendição formal do Japão em 2 de setembro de 1945. As Filipinas sofreram grandes perdas de vidas e enorme destruição física na época em que a guerra tinha acabado. Estima-se que um milhão de filipinos foram mortos, uma grande parte durante os meses finais da guerra, e Manila foi amplamente danificada.